# 882年
| 千纪： | 1千纪                                                                                           |
| 世纪： | 8世纪 \| 9世纪 \| 10世纪                                                                        |
| 年代： | 850年代 \| 860年代 \| 870年代 \| 880年代 \| 890年代 \| 900年代 \| 910年代                       |
| 年份： | 877年 \| 878年 \| 879年 \| 880年 \| 881年 \| 882年 \| 883年 \| 884年 \| 885年 \| 886年 \| 887年 |
| 纪年： | 壬寅年（虎年）；唐中和二年；南诏贞明承智大同六年；黄巢金统三年；日本元慶六年                    |

## 大事记
- 四川的唐僖宗反攻，大將朱溫叛變降唐，沙陀族李克用又率援軍助唐，率兵一萬餘人南下，黃巢撤出長安。
- 浙東觀察使劉漢宏攻擊杭州刺史董昌，董昌命錢鏐領兵三千大破劉漢宏。
- 諾夫哥羅德大公奧列格佔領基輔，建立基輔羅斯。

## 逝世
- 8月5日——路易三世，加洛林王朝的西法蘭克國王，與弟弟卡洛曼二世一同成為西法蘭克的國王，二王共治。（863年出生，19岁）